# Вратиће се она
Вратиће се она је шести албум певача Банета Бојанића. Албум је издат 2024. године за издавачку кућу IDJTunes.

## Списак песама
| №  | Назив                       | Трајање |  |
| 1. | Докле више да купујем љубав | 3:23    |  |
| 2. | Моја жена зове се кафана    | 3:07    |  |
| 3. | Волеће и тебе неко          | 3:08    |  |
| 4. | Невоље две                  | 3:14    |  |
| 5. | Волела ме није није         | 3:11    |  |
| 6. | Још само ову за љубав нову  | 3:55    |  |
| 7. | Могу отац да ти будем       | 3:50    |  |
| 8. | Чему овај живот мој         | 3:22    |  |